# Station Rudna Wielka
Station Rudna Wielka is een spoorwegstation in de Poolse plaats Rudna Wielka.